# Ryan Holman
Ryan Holman (Den Haag, 5 juli 1986) is een voormalig Nederlands voetballer.

## Carrière
De verdediger begon te voetballen bij amateurclub DHC. Hij werd opgemerkt door Feyenoord en kwam in de jeugdopleiding terecht. Hij wist echter nooit door te breken in het eerste elftal, en maakte aan het einde van 2005 de overgang naar Willem II. In twee seizoenen tijd heeft hij slechts één wedstrijd voor het eerste elftal gespeeld. De Hagenaar had een contract tot het einde van het seizoen 2006/07, maar dit werd niet verlengd. Hij tekende een contract bij Haarlem waar hij 5 wedstrijden in het eerste elftal heeft gespeeld.
Na dat seizoen vertrok Holman naar de amateurs. Na drie seizoenen bij Ter Leede te hebben gespeeld, is de verdediger vertrokken naar BVV Barendrecht. Door blessures en vanwege zijn werk keerde Holman echter na één seizoen alweer terug bij Ter Leede.
In februari 2014 werd bekend dat Holman vanaf het seizoen 2014-2015 zou gaan spelen voor GVVV.